# グンナル・デ・フルメリー
グンナル・デ・フルメリー（Gunnar de Frumerie、1908年7月20日 - 1987年9月9日）は、スウェーデンの作曲家、ピアニスト。

## 経歴
ストックホルム音楽大学で学び、ウィーンに留学してエミール・フォン・ザウアーに師事、さらにパリに留学してアルフレッド・コルトーについて学んだ。1945年からストックホルム音楽大学のピアノ教師を務めた。

## 作曲作品
オペラ「シンゴアラ」、バレエ「ヨハネの夜」、2つのピアノ協奏曲、2台のピアノのための協奏曲、ヴァイオリンとトランペットのための協奏曲、2つのフルートのための協奏曲、室内楽、合唱、歌曲などの作品がある。